# Mimus longicaudatus
Mimus longicaudatus е вид птица от семейство Mimidae.

## Разпространение
Видът е разпространен в Еквадор и Перу.